# 埃米尔·塞纳尔
埃米尔·塞纳尔（法語：Émile Charles Marie Senart，1847年3月26日—1928年2月21日），法国印度学家、法兰西文学院院士（1882）、法国亚洲协会会长（1908-1928）、法国东方朋友联谊会创始人（1920）。1847年3月26日生于兰斯，1928年2月21日卒于巴黎。他进行了很多有关印度古代碑铭学的研究，翻译了一些佛经和印度教经典，以及《奥义书》的很多篇章。